# Buick Terraza
Buick Terraza ― мінівен, який продавався компанією Buick з 2005 по 2007 модельний рік як розкішний спортивний кросовер. 
Будучи першим мінівеном Buick для північноамериканського ринку, він був розробленим на базі Chevrolet, Pontiac і Saturn, які використовували платформу U (Uplander, Montana SV6 і Relay відповідно), і всі вони вироблялися в Доравіллі, штат Джорджія.

## Опис

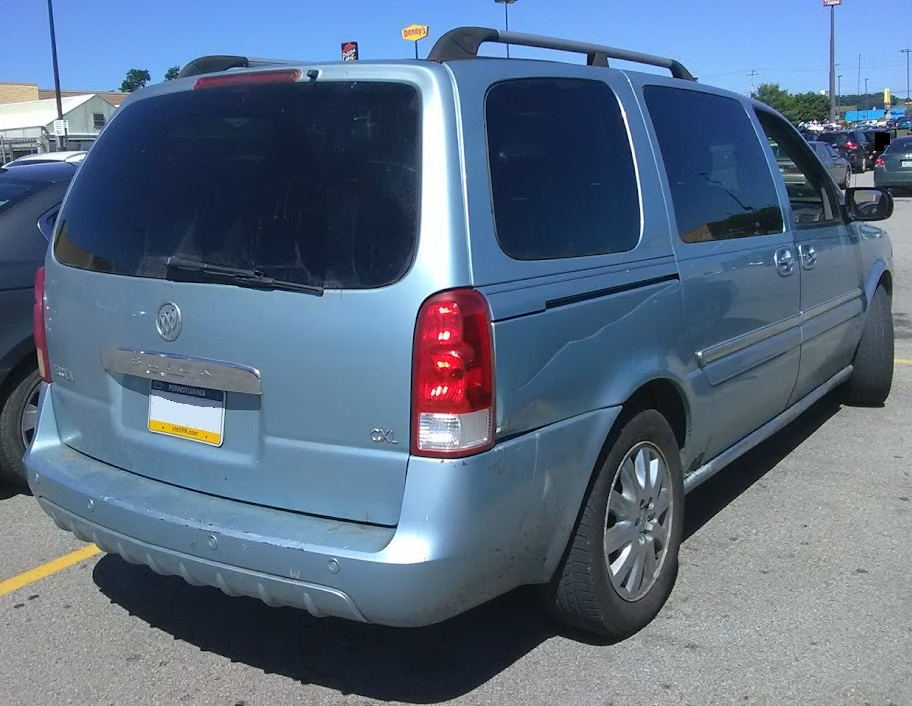

У 2005 році ціна Terraza становила 28 110 доларів США (еквівалентно 45 257 доларам США у 2024 році), і дебютувала з одним двигуном, 3,5-літровим High Value V6 потужністю 200 к.с. (149 кВт) і обертовим моментом 298 Н-м. У 2006 році з'явився 3,9-літровий LZ9 V6 потужністю 240 к.с. (179 кВт) і обертовим моментом 332 Нм; 3,5-літровий двигун був знятий з виробництва роком пізніше. 
Terraza пропонувала шкіряні сидіння та оздоблення керма, панелі приладів і ручки перемикання передач штучним деревом.
Запозичивши конструкцію від Rendezvous, всі моделі Terraza 2005-2006 рр. мали незалежну задню підвіску з короткими та довгими важелями з алюмінієвою поперечиною та важелями управління, незалежно від трансмісії. У 2007 році незалежна задня підвіска була замінена на балку.
У 2007 році Terraza, оснащена бічними подушками безпеки, отримала оцінку "добре" в краш-тестах Страхового інституту безпеки дорожнього руху (IIHS) на фронтальний зсув і "прийнятно" в краш-тестах на бічний удар.

## Зміни з року в рік
2005: Buick представляє Terraza, свій перший мінівен для північноамериканського ринку. Terraza був доступний у двох комплектаціях: початкового рівня CX і топової CXL; обидві комплектації були доступні з переднім або повним приводом.
2006: 3,5-літровий двигун V6 тепер можна модернізувати до 3,9-літрового (тільки для FWD) LZ9 V6. Бічні подушки безпеки, встановлені на сидіннях другого ряду, стали опцією, а колеса тепер мали шість корончастих гайок замість п'яти.
2007: Останній рік випуску Terraza, і повнопривідні моделі були зняті з виробництва. 3,9-літровий V6 був єдиним пропонованим двигуном, однак, він був доступний з опцією гнучкого палива. Більше стандартних функцій було запропоновано на новій моделі CX Plus, яка зайняла місце між CX і CXL. Незалежна задня підвіска була замінена на балку. Останній Terraza був зібраний в червні 2007 року, а на початку осені 2007 року Terraza була видалена з сайту Buick.

## Продажі
| Рік         | США    |
| ----------- | ------ |
| 2004        | 2,137  |
| 2005        | 20,288 |
| 2006        | 11,948 |
| 2007        | 5,569  |
| 2008        | 544    |
| Всі продажі | 45,385 |